# We Did Not Know the Forest Spirit Made the Flowers Grow
We Did Not Know the Forest Spirit Made the Flowers Grow (с англ. — «Мы не знали, что Дух леса заставил цветы расти») — второй студийный альбом американской рок-группы Black Lips. Альбом был выпущен 18 мая 2004 года. Название альбома — отсылка к строчке из анимационного фильма «Принцесса Мононоке» японского режиссёра-аниматора Хаяо Миядзаки.
В альбоме «Notown Blues» за барабанами играет Брэдфорд Кокс из группы Deerhunter. Notown — название студии и репетиционной базы в Мариетте, штат Джорджия. В тренке «Juvenile» играл оригинальный гитарист Black Lips Бен Эбербо, погибший в автокатастрофе в 2002 году.

## Отзывы
| Оценки критиков | Оценки критиков |
| Источник        | Оценка          |
| --------------- | --------------- |
| Allmusic        | [ 2 ]           |

Альбом получил положительные отзывы музыкальной критики и интернет-изданий.
Тодд Кристель из Allmusic отметил, что «The Black Lips доводят гаражный панк в стиле Back from the Grave до таких крайностей, доводя его до абсурда и истошной какофонии, что порой граничит с экспериментальным нойз-роком. Отбросив музыкальную приличие и погрузившись в воспоминания, этот альбом идеально подходит поклонникам Swamp Rats, которые считают, что The Sonics слишком безликие. Исполненный с гораздо большим энтузиазмом, чем изяществом, и записанный в нескольких разных местах, чтобы добиться неоднородности в металлическом звучании, альбом We Did Not Know the Forest Spirit Made the Flowers Grow представляет собой лавину дисторшна и фуза, изредка дополняемую такими штрихами, как более медленный болотный блюз в „Dawn of the Age of Tomorrow“, имитация классики в „Nothing at All/100 New Fears“ и пульсирующий орган в „Notown Blues“. Есть даже несколько хуков, которые вырываются из оглушительного грохота, хотя этот альбом лучше оценить, если вы не ожидаете от него мелодичности пауэр-поп-группы. В компакт-диск также включён „скрытый“ трек экспериментальной нудли, а также Quicktime-видеоклип „Fad“».

## Список композиций
1. «M.I.A.» — 2:24
2. «Time of the Scab» — 2:17
3. «Dawn of the Age of Tomorrow» — 1:47
4. «Nothing At All/100 New Fears» — 3:17
5. «Stranger» — 2:15
6. «Juvenile» — 1:50
7. «Notown Blues» — 2:57
8. «Ghetto Cross» — 2:14
9. «Jumpin Around» — 1:26
10. «Super X-13» — 9:10
11. «Hope Jazz» (Bonus track)